# 대한민국 상법 제23조
대한민국 상법 제23조는 주체를 오인시킬 상호의 사용금지에 대한 상법총칙의 조문이다.

## 조문
제23조 (주체를 오인시킬 상호의 사용금지) ① 누구든지 부정한 목적으로 타인의 영업으로 오인할 수 있는 상호를 사용하지 못한다.

② 제1항의 규정에 위반하여 상호를 사용하는 자가 있는 경우에 이로 인하여 손해를 받을 염려가 있는 자 또는 상호를 등기한 자는 그 폐지를 청구할 수 있다.

③ 제2항의 규정은 손해배상의 청구에 영향을 미치지 아니한다.

④ 동일한 특별시·광역시·시·군에서 동종영업으로 타인이 등기한 상호를 사용하는 자는 부정한 목적으로 사용하는 것으로 추정한다.

第23條 (主體를 誤認시킬 商號의 使用禁止) ① 누구든지 不正한 目的으로 他人의 營業으로 誤認할 수 있는 商號를 使用하지 못한다.

②第1項의 規定에 違反하여 商號를 使用하는 者가 있는 境遇에 이로 因하여 損害를 받을 念慮가 있는 者 또는 商號를 登記한 者는 그 廢止를 請求할 수 있다. 

③第2項의 規定은 損害賠償의 請求에 影響을 미치지 아니한다. 

④동일한 特別市·廣域市·市·郡에서 同種營業으로 他人이 登記한 商號를 使用하는 者는 不正한 目的으로 使用하는 것으로 推定한다.

## 사례

### 합동공업사와 충주합동레카
그리고 합동공업사라는 등록상호로 자동차정비업을 하던 갑이 합동특수레카라는 상호를 추가로 등록하여 자동차견인업을 함께 하고 있는 상황에서 을이 같은 시에서 자동차견인업을 시작하면서 충주합동레카라는 상호로 등록하였음에도 실제는 등록상호를 사용하지 아니하고 합동레카라는 상호를 사용한 경우, 자동차정비업과 자동차견인업은 영업의 종류가 서로 다르고 그 영업의 성질과 내용이 서로 달라서 비교적 서비스의 품위에 있어서 관련성이 적은 점, 자동차를 견인할 경우 견인장소를 차량 소유자가 지정할 수 있는 점, 운수관련 업계에서 합동이라는 용어가 일반적으로 널리 사용되고 있어 그 식별력이 그다지 크지 아니한 점, 갑과 을측의 신뢰관계, 갑도 자동차정비업과 함께 자동차견인작업을 하면서 별도의 견인업 등록을 한 점, 을이 자동차정비업을 하고 있지 아니한 점과 을의 영업 방법이나 그 기간 등을 고려할 때, 양 상호 중의 요부인 합동이 동일하다 하더라도 을이 상법 제23조 제1항의 부정한 목적으로 상호를 사용하였다고 할 수 없다

### 동부에스티와 東部製鋼
"'에스티'라는 문자부분은 철강을 나타내는 영문자 'steel'의 약자인 'st'의 영어발음에 해당하는 것이어서 피고의 업종이 철강에 관련된 것임을 나타내는 것이어서 식별력이 없다"며 "결국 원고와 피고의 상호는 '동부' 부분으로 구별해야 하는데 발음이 동일하므로 일반인이 피고의 상호를 원고의 상호와 오인·혼동할 가능성이 있다

## 판례
- 부정경쟁방지법 제2조 제1호 (나)목 및 제4조의 규정에 의하면, 부정경쟁방지법상의 금지청구권의 대상이 되는 부정경쟁 행위의 성립에는 상법상의 상호권의 침해에서와 같은 ‘부정한 목적’이나 부정경쟁 행위자의‘고의, 과실’은 요건이 아니다.[3]
- 갑 상인이 그의 간판에 "since 1945 신용의 양과 서울 고려당 마산분점"이라고 표시한 것이 주식회사 고려당과의 관계를 나타내기 위하여 위 회사의 상호를 표시한 것이라면 갑 상인에게 위 상호의 사용과 관련하여 부정경쟁의 목적이 있는가를 판단함에 있어서 갑 상인이 아닌 위 회사와 을 상인의 명성과 신용을 비교한 것은 옳다.[4]
- 상호를 먼저 사용한 자(선사용자)의 상호와 동일·유사한 상호를 나중에 사용하는 자(후사용자)의 영업규모가 선사용자보다 크고 그 상호가 주지성을 획득한 경우, 후사용자의 상호사용으로 인하여 마치 선사용자가 후사용자의 명성이나 소비자 신용에 편승하여 선사용자의 상품의 출처가 후사용자인 것처럼 소비자를 기망한다는 오해를 받아 선사용자의 신용이 훼손된 때 등에 있어서는 이를 이른바 역혼동에 의한 피해로 보아 후사용자의 선사용자에 대한 손해배상책임을 인정할 여지가 전혀 없지는 않다고 할 것이나, 상호를 보호하는 상법과 부정경쟁방지및영업비밀보호에관한법률의 입법 취지에 비추어, 선사용자의 영업이 후사용자의 영업과 그 종류가 다른 것이거나 영업의 성질이나 내용, 영업방법, 수요자층 등에서 밀접한 관련이 없는 경우 등에 있어서는 위와 같은 역혼동으로 인한 피해를 인정할 수 없다.[5]
- 상법 제23조 제1항, 제4항 소정의 부정한 목적이란‘어느 명칭을 자기의 상호로 사용함으로써 일반인으로 하여금 자기의 영업을 그 명칭에 의하여 표시된 타인의 영업으로 오인시키려고 하는 의도’를 말한다.[6]

## 같이 보기
- 상호권
- 상호전용권
- 상호사용폐지청구권
- 손해배상청구권
- 과태료